# Alberto Bruno da Asti
Alberto Bruno, noto come Alberto Bruno da Asti (Moirano, 1467 – Asti, 1541), è stato un giurista, avvocato e politico italiano.

Feudalia consilia ac responsa, 1518

Signore di Ferrere, fu discepolo di Jacopino di San Giorgio e nel 1520 divenne avvocato fiscale generale di Savoia, del cui Ducato fu anche senatore a Milano.
Prolifico saggista in materia di diritto costituzionale, si occupò anche di studi riguardanti la monetazione ed il signoraggio.
Il suo saggio del 1536 intitolato De rebus et dispositionibus dubiis (Delle cose e delle disposizioni dubbie) fu vastamente citato in epoche successive a proposito delle sue considerazioni in materia di diritto d'autore. Fu considerato fondamentale nell'avvio in Italia dell'indirizzo legislativo in direzione della tutela degli interessi degli autori.

## Opere
- De feudis
- De augmento, diminutioneque monetae
- De constitutionibus
- De statutis excudentibus foeminas
- De interitu, et peremptionibus
- De transformatione et mutatione
- De permanentibus, et perseverantibus in eodem statu
- De rebus et dispositionibus dubiis
- De refectione
- De cessione bonorum
- De statutis
- De forma et solemnitate
- Repertorio in materia di statuti
- Lettura
- Con Giovanni Battista Ziletti, Consiliorum feudalium, 1578.

Scrisse anche un volume di Consiglj (pubblicato a Venezia nel 1548 e nel 1579).

### Edizioni
- (LA) Feudalia consilia ac responsa, Asti, Francesco Silva per Alberto Bruno & Baldassarre Gabiano, 1518.